# Microphysogobio labeoides
Microphysogobio labeoides är en fiskart som först beskrevs av Nichols och Pope 1927.  Microphysogobio labeoides ingår i släktet Microphysogobio och familjen karpfiskar. IUCN kategoriserar arten globalt som otillräckligt studerad. Inga underarter finns listade i Catalogue of Life.